# Калековец
Калековец е село в Южна България. То се намира в община Марица, област Пловдив.

## География
Село Калековец се намира на 14 km североизточно от Пловдив.
Преди село Калековец се намира село Войводиново, а непосредствено след Калековец е село Стряма. В близост се намира и град Раковски. Село Калековец е разположено на около 160 m надморска височина и е почти в центъра на Горнотракийската низина. Площта му е 17 000 ха със землището.
Покрай селото на около 1.5 km в североизточна посока протича река Стряма.
Релефът в района е равнинен. Климатът е преходно-континентален. Зимният сезон е сравнително мек и топъл, а лятото е горещо. Средната януарска температура е около 0 °C, а средната юлска е около 23-24 °C.

## История
Село Калековец е създадено през 1711 г. под името  Аачкьой в превод 'Дървено село' през 1711г. от турски феодал, който наема 17 ратаи за да обработват земите му. По-късно им дава земя и така се формират 17 рода. В началото на 20 век кметът на селото е бил калеко на управителя на град Пловдив. Когато управителя на град Пловдив е посещавал селото, казвал, че отива в Калековото село и от там идва сегашното име на селото 'Калековец'.
През вековете землището е било обрасло с вековни дървета – дъб, бряст и други широколистни, които са давали поминък и на населението, като са правени дървени въглища и са продавани извън пределите на селото.

## Население
Към 2020г населението на селото е около 2800 човека.
Численост на населението според преброяванията през годините:
| \| Година на преброяване \| Численост \| \| --------------------- \| --------- \| \| 1934 \| 1593 \| \| 1946 \| 1884 \| \| 1956 \| 2115 \| \| 1965 \| 2145 \| \| 1975 \| 2261 \| \| 1985 \| 2352 \| \| 1992 \| 2410 \| \| 2001 \| 2499 \| \| 2011 \| 2631 \| \| 2021 \| 2563 \| |           |
| Година на преброяване | Численост |
| 1934 | 1593      |
| 1946 | 1884      |
| 1956 | 2115      |
| 1965 | 2145      |
| 1975 | 2261      |
| 1985 | 2352      |
| 1992 | 2410      |
| 2001 | 2499      |
| 2011 | 2631      |
| 2021 | 2563      |

### Етнически състав
Преброяване на населението през 2011 г.
Численост и дял на етническите групи според преброяването на населението през 2011 г.:
|                     | Численост | Дял (в %) |
| Общо                | 2631      | 100.00    |
| Българи             | 1855      | 70.50     |
| Турци               | 58        | 2.20      |
| Цигани              | 463       | 17.59     |
| Други               | 6         | 0.22      |
| Не се самоопределят | 237       | 9.00      |
| Неотговорили        | 12        | 0.45      |

## Обществени институции
В селото има читалище, в което се провеждат курсове по народни танци и народно пеене. В него е разположена и библиотека.
В Средното училище „Свети свети Кирил и Методий“ учат около 380 деца.
На фестивала „Софийска пролет“ 2009 децата от ДЮТСТ село Калековец получават златен медал и грамота

## Редовни събития
- 24 май – ежегодно се провежда традиционния събор в Калековец.

## Личности
- Мария Атанасова – първата жена командир на тежък тип самолет в света и първата жена командир на реактивен пътнически самолет в България.[5]